# International Journal of Sports Physiology and Performance
International Journal of Sports Physiology and Performance (ook IJSPP) is een internationaal, aan collegiale toetsing onderworpen wetenschappelijk tijdschrift op het gebied van de fysiologie. De naam wordt in literatuurverwijzingen meestal afgekort tot Int. J. Sports Physiol. Perform. Het wordt uitgegeven door Human Kinetics Publishers, Inc. en verschijnt 4 keer per jaar.